# Vilkitski (Karazee)
Vilkitski (Russisch: остров Вилькицкого; ostrov Vilkitskogo) is een Russisch eiland in het zuiden van de Karazee, gelegen op ongeveer 40 kilometer ten noordoosten van het eiland Sjokalski, iets ten noorden van het schiereiland Gyda in het noorden van West-Siberië, tussen de Obboezem en de Golf van Jenisej. Het behoort bestuurlijk gezien tot het district Tazovski in het uiterste noordoosten van de autonome okroeg Jamalië van de oblast Tjoemen en vormt onderdeel van het enorme natuurreservaat zapovednik Bolsjoj Arktitsjeski.
Het eiland werd ontdekt door de Britse poolonderzoeker Joseph Wiggins in 1874 en werd later vernoemd naar de Russische hydrograaf en geodeet Andrej Vilkitski, de vader van de Russische hydrograaf Boris Vilkitski. Vlak voor de Tweede Wereldoorlog deden Duitse wetenschappers het eiland (net als Bely) aan onder het mom van wetenschappelijk (meteorologisch) onderzoek, als voorbereiding op Operatie Wunderland. De overblijfselen hiervan bevinden zich nog op het eiland. Er bevond (bevindt?) zich een automatisch weerstation aan oostzijde van het eiland.
Het is een langgerekt eiland van 42 kilometer lang in de vorm van een wassende maan, dat op het breedste punt slechts 12 kilometer breed is en doormidden wordt gesneden door een nauwe zeestraat. Het deel ten oosten van deze tocht vormt een lange landtong (kosa) met de naam 'Vostotsjnaja' ("oostelijk"). De westelijke landtong heeft geen naam. Vilkitski vormt een barre door wind gevormde heuvelachtige zandvlakte, die is overdekt met toendra. De zeewateren rondom het eiland zijn in de winter bedekt met pakijs en ook in de zomer komen er ijsschotsen voor. Het eiland wordt door een brede ondiepte gescheiden van het zuidelijker gelegen eiland Neoepokojev.